# 快速航母特遣舰队
快速航母特遣舰队（英语：Fast Carrier Task Force），有时亦称为第38特遣舰队（英语：Task Force 38,简称TF38）或第58特遣舰队（英语：Task Force 58,简称TF58）是美国海军在太平洋战争后期的主要战斗编制。一般由多个支队组成，每个支队通常编有三到四个航空母舰。参与了几乎所有太平洋战争后期美国海军的大规模战役。
该舰队具有第38特遣舰队和第58特遣舰队两个名字，主要是为了区分于该舰队的上级部队。当快速航母特遣舰队隶属于第三舰队的时候，使用TF 38的名义。当其隶属于第五舰队的时候，使用TF 58的名义。

## 典型编制
菲律宾海海战时期，以第58特遣舰队名义：
- 總旗艦：列星顿号(USS Lexington,CV-16)
  - 第1支队
    - 艦隊航空母舰大黄蜂号(USS Hornet,CV-12)、约克镇号(USS Yorktown, CV-10)，轻型航空母舰贝劳森林号(USS Belleau Wood,CVL-24)、巴丹号(USS Bataan,CVL-29)， 3艘重巡洋舰、1艘轻巡洋舰、14艘驱逐舰。

  - 第2支队
    - 艦隊航空母舰邦克山号(USS Bunker Hill,CV-17)(旗舰)、胡蜂号(USS Wasp , CV-18)，轻型航空母舰蒙特利号(USS Monterey,CVL-26)、卡伯特号(USS Cabot,CVL-28)， 3艘轻巡洋舰、12艘驱逐舰。

  - 第3支队
    - 艦隊航空母舰企业号(USS Enterprise,CV-6)(旗舰)、列星顿号(USS Lexington,CV-16)(旗艦)，轻型航空母舰普林斯顿号(USS Princeton, CVL-23)、圣哈辛托号(USS San Jacinto CVL-30)，4艘轻巡洋舰、13艘驱逐舰

  - 第4支队
    - 艦隊航空母舰艾塞克斯号(USS Essex,CV-9)(旗舰)，轻型航空母舰兰利号(USS Langley CVL-27)，轻型航空母舰科本斯号(USS Cowpens CVL-25)，4艘轻巡洋舰、14艘驱逐舰。

  - 第7支队
    - 战列舰华盛顿号(USS Washington,BB-56)(旗舰)、北卡罗来纳号(USS North Carolina,BB-55 )、爱荷华号(USS Iowa,BB-61)、新泽西号(USS New Jersey,BB-62)、南达科他号(USS South Dakota,BB-57)、阿拉巴马号(USS Alabama,BB-60)、印第安那号(USS Indiana,BB-58)，4艘重巡洋舰、14艘驱逐舰。
- 总计F6F-3地狱猫战机427架，SBD-3/5无畏式俯冲轰炸机59架，SB2C俯衝轟炸機174架， TBF/TBM-1C鱼雷机189架，2F6F-3N夜间战斗机24架，F4U海盜式戰鬥機3架，共894架。